# نايجل كونور
نايجل كونور (بالإنجليزية: Nigel Connor)‏ هو لاعب كرة قدم بريطاني في مركز الدفاع، ولد في 14 أكتوبر 1970 في أنغويلا في المملكة المتحدة. شارك مع منتخب أنغويلا لكرة القدم. أما مع النوادي، فقد لعب مع Roaring Lions FC ‏.

## وصلات خارجية
- نايجل كونور على موقع قاعدة بيانات كرة القدم.إي يو (الإنجليزية)
- نايجل كونور على موقع ناشيونال فوتبول تيمز (الإنجليزية)